# Oiseau moqueur
Pour les oiseaux qualifiés de moqueurs et autres personnages de fiction portant ce nom, voir Moqueur.
Barbara « Bobbi » Morse, alias Oiseau moqueur (« Mockingbird » en version originale) est une super-héroïne évoluant dans l'univers Marvel de la maison d'édition Marvel Comics. Créé par le scénariste Len Wein et le dessinateur Neal Adams, le personnage de fiction apparaît pour la première fois dans le comic book Astonishing Tales (en) #6 en juin 1971, en tant que personnage secondaire qui semble avoir un intérêt amoureux pour Ka-Zar.
Elle se révèle bientôt être un agent hautement qualifié du SHIELD, ainsi qu’un docteur en biologie. Elle utilise pour la première fois le surnom « Mockingbird » (« Oiseau moqueur » en VF) dans Marvel Team-Up #95 en juillet 1980.
Elle est notamment connue pour avoir été membre de l'équipe des Vengeurs et avoir été mariée à Clint Barton (Œil-de-faucon, « Hawkeye » en VO).
La série Hawkeye (2021) confirme l'existence de l'agent 19, alias Mockingbird, au sein de l'univers cinématographique Marvel. Elle y est interprétée par l'actrice Linda Cardellini qui prête ses traits au personnage de Laura Barton.

## Biographie du personnage
Après des études en biologie à l'Institut de technologie de Géorgie où elle décroche un doctorat, Bobbi Morse intègre le projet « Gladiator » dirigé par le docteur Wilma Calvin. Elle devient ensuite l'Agent 19 du SHIELD et obtient le nom de code « Oiseau moqueur » pour sa tendance à provoquer ses ennemis pendant les combats.
Morse croise pour la première fois la route de Clint Barton, alias Œil-de-faucon, alors que celui-ci a quitté les Vengeurs et travaille comme chef de la sécurité de Cross Technological Enterprises. Après avoir vaincu Crossfire, Œil-de-Faucon et Oiseau moqueur s'enfuient pendant un temps, puis finissent par rejoindre les Vengeurs de la Côte Ouest.
Un Skrull enlève Bobbi et la remplace par un agent dormant, appelé H'rpra. Celle-ci sert avec l'équipe pendant un certain temps. Quand H'rpra/Bobbi est capturée par Satannish, les Vengeurs de la Côte Ouest se lancent dans ce qui sera leur dernière mission, l'équipe combattant les forces combinées de Satannish et Mephisto. Au cours de la fuite de ces derniers, « Bobbi » est tuée par Mephisto. Peu de temps après, la Vision dissous l'équipe des Vengeurs de la Côte Ouest.
La vraie Bobbi s'est échappée mais est surprise de se retrouver bloquée sur une planète extraterrestre. Au cours des années suivantes, elle survit en se cachant sur la planète Skrull, se forgeant une réputation de « Sorcière en robe », une figure effrayante dans les histoires de fantômes pour enfants Skrull. Elle sort finalement de sa cachette pour tuer le Skrull qui s'était fait passer pour Clint. Après l'avoir tué, elle est capturée à nouveau et placée avec le reste des prisonniers de la Terre.
Après la bataille décisive entre les Skrulls et les héros de la Terre lors de Secret Invasion, les individus remplacés par des agents Skrull sont révélés comme bien vivants, y compris Bobbi. Elle est apparemment l'une des premières personnes capturées et remplacées. Bobbi, de retour sur Terre, rejoint ensuite son ex-mari Clint Barton (Ronin) et ses coéquipiers des New Avengers.
Après le remplacement de Norman Osborn par Steve Rogers, les équipes des Vengeurs sont réorganisées et Bobbi rejoint l'équipe de Luke Cage.
Lors d'une confrontation avec Superia, Bobbi est grièvement blessée. Pour la sauver, Clint demande à Nick Fury de lui injecter un sérum qui était une combinaison fonctionnelle de la formule Infinity et du sérum du Super-Soldat.
Récemment, Bobbi Morse se met en couple avec Peter Parker (Spider-Man). Néanmoins, les deux se séparent après leur voyage à Londres, en se rendant compte qu'ils n'avaient finalement pas grand chose en commun en dehors de leur travail.

## Pouvoirs, capacités et équipement

### Capacités
Barbara Morse n'a à l'origine aucun super-pouvoir, mais elle a suivi un entraînement intensif au sein du SHIELD dont elle fut l'une des meilleures élèves. Elle possède par ailleurs de solides connaissances en biologie, ayant obtenu un doctorat dans ce domaine,.
Extrêmement bien entraînée, elle maîtrise plusieurs styles de combat à mains nues et plusieurs formes d’arts martiaux (incluant notamment le kung fu et le taekwondo). Elle est par ailleurs une excellente gymnaste. Elle est aussi une tireuse d’élite compétente et maîtrise les diverses techniques d’espionnage.
Elle est cependant myope, et a donc besoin de lentilles de contact ou de lunettes pour lire.

### Pouvoirs
Lors d'une mission, Bobbi Morse a été mortellement blessée, ce qui a poussé le SHIELD à lui injecter un sérum expérimental combinant une forme du sérum du Super-Soldat (celui qui transforma Steve Rogers en Captain America) avec l'Infinity Formula (qui a permis a Nick Fury de ralentir son vieillissement).
Si le traitement a guéri ses blessures, rien n'est certain quant aux conséquences à long terme,. Elle a depuis fait preuve de capacités de guérison, d’une agilité, d’une force et d’une résistance surhumaines. Cependant, les limites et l’étendue exactes de ces nouvelles capacités sont encore à déterminer.

### Équipement
Bobbi Morse a une prédilection pour les bâtons d'eskrima, qui peuvent se combiner en un bō (bâton) télescopique,.
Elle est habituellement équipée de deux barres creuse en acier trempé, qu’elle utilise comme des bâtons de combat. Extensibles grâce à un système hydraulique, ces barres peuvent atteindre une longueur d’environ 1,20 m chacune. Elles peuvent s’attacher ensembles pour former une perche, voire un javelot, d’une longueur maximale de 2,40 m environ. Les deux barres sont habituellement fixées aux avant-bras, pour que Morse puisse les libérer rapidement ou les lancer comme des projectiles.
Son uniforme est composé de kevlar, ce qui la protège du feu et de l’impact de balles de petit calibre.

## Versions alternatives
Œil-de-Faucon et Oiseau moqueur apparaissent dans l'histoire The Last Avengers Story qui présente un futur possible dans une réalité alternative. Les deux vengeurs sont à la retraite et Hank Pym vient les en tirer pour affronter la dernière version d'Ultron.

## Apparitions dans d'autres médias
Sauf indication contraire, les informations mentionnées dans cette section peuvent être confirmées par la base de données cinématographiques IMDb,  présente dans la section « Liens externes ».

### Télévision
- 2010 : Avengers : L'équipe des super-héros (série d'animation)
- 2014-2016 : Marvel : Les Agents du SHIELD[18] (série), interprétée par Adrianne Palicki
- 2021 : Hawkeye, interprétée par Linda Cardellini